# Aphasie transcorticale mixte

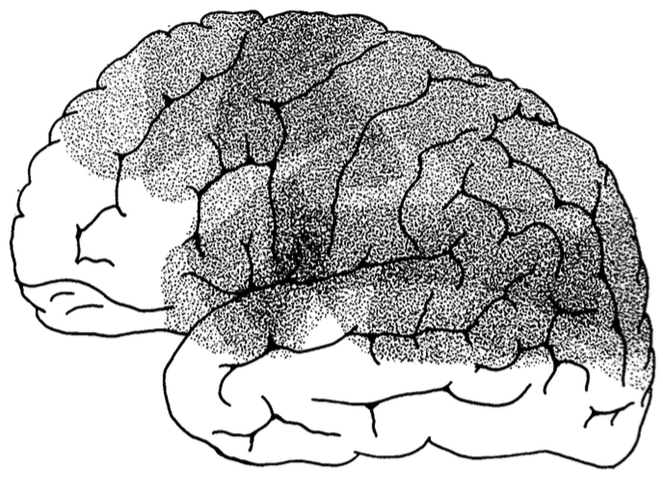
Localisation isotopique des infarctus dans l'aphasie transcorticale mixte.

L'aphasie transcorticale mixte est un type de perturbation dans les compétences linguistiques qui entraîne l'incapacité à comprendre ce qui est dit, à vous ou la difficulté de créer le discours de sens sans affecter la capacité de réciter ce qui a été dit et d'acquérir des mots nouveaux présentés. Ce type d'aphasie est causée par des lésions cérébrales qui isole les parties du cerveau à partir d'autres parties du cerveau qui sont chargées de la parole.